# Baader (Film)
Baader ist ein deutscher Spielfilm aus dem Jahr 2002 von Christopher Roth mit Frank Giering, Laura Tonke und Vadim Glowna. Er lief im Wettbewerbsprogramm der 52. Berlinale und wurde mit dem Alfred-Bauer-Preis für neue Perspektiven der Filmkunst ausgezeichnet.

## Handlung
Der Film erzählt eine Geschichte von Andreas Baader und den Umständen der Gründung der RAF und spielt in den Jahren zwischen 1967 und 1972. Die zu Beginn nahe an den geschichtlichen Ereignissen liegende Erzählung geht im Laufe des Geschehens in fiktionale Handlungsstränge über. Im Film werden Aufnahmen von Ereignissen, wie der Demonstration gegen den Schah von Persien und dem Tod von Benno Ohnesorg oder Auftritte von Rudi Dutschke, mit gespielten Szenen verwoben. Ein weiterer Handlungsstrang schildert die Aktionen des Staates gegen die Terrorgruppe. Der fiktive Charakter Kurt Krone, Leiter des BKA, führt die Ermittlungen gegen die Terrorgruppe an, wird aber auch in komplizenhaft anmutender Interaktion mit Baader gezeigt: in einer Szene treffen sich Krone und Baader ähnlich wie in dem Film Die dritte Generation von Rainer Werner Fassbinder. Einige Filmfiguren sind historischen Personen nachgezeichnet, so Marie, die Baader mit ihrem gemeinsamen Kind im Gefängnis besucht (Ellinor Michel) und Karin (Petra Schelm).

## Produktion und Hintergrund
Das Drehbuch schrieb Christopher Roth mit Moritz von Uslar.
Kurt Krone basiert auf dem BKA-Chef Horst Herold, der tatsächlich eine Art Gegenspieler-Vater-Figur von Baader war. Herold wurde „Kommissar-Computer“ genannt und wollte ein anti-hierarchisches, kybernetisches Polizeisystem etablieren.

## Filmmusik
Der Soundtrack wurde 2002 bei dem Label Normal Records veröffentlicht. Unter anderem mit den Bands Can, Suicide, Stone Roses, Trans Am und Campag Velocet.

## Kritiken
„Roth beherrscht die Filmsprache, versteht es, mit den Stilmitteln und den Versatzstücken des Genrekinos umzugehen. Da wird ein BMW schnell zum eleganten Fluchtwagen, ein lächerlicher Polizeitrupp zur willfährigen Armee und ein kleiner Rebell zum Staatsfeind Nummer 1.“

„Christopher Roths Wahrheit ist eine andere. Der Regisseur […] will etwas spürbar machen vom Lebensgefühl, das intelligente Menschen in den Terrorismus gleiten ließ. Indem er seine Figuren Baader, Ensslin, Meinhof (Frank Giering, Laura Tonke, Birge Schade, allesamt hervorragend) als junge, etwas verwirrte aber nicht grundsätzlich unsympathische Personen vorstellt, Skizzen aus ihrem Leben zeigt, die im Detail erfunden sind, im Grundsätzlichen aber tatsächlichen Ereignissen folgen, lenkt er den Blick auf Überraschendes: Auf einmal entdeckt man, dass diese Kapitalismusfeinde auf schnelle Autos standen und gerne Cordsakkos und Sonnenbrillen trugen […]“

„Das sehr spielerisch angelegte historische Vexierbild mischt Verbürgtes, Anekdoten und Fiktion, wobei es eine moralische Dimension ausspart, um dem Mythos auf die Spur zu kommen. Dabei wird ein fast kindliches Verhalten sichtbar, das freilich mörderische Ereignisse zeitigt.“

## Zitate
„Ein Dokudrama oder ein Dokumentarfilm ist es auf keinen Fall. Der Film fiktionalisiert bewusst und endet ja auch mit einer relativ dreisten Lüge, um zu sagen: Das ist Fiktion. Damit die Leute hinterher nicht fragen: Was stimmt denn überhaupt an der ganzen Geschichte, die ich da gerade gesehen habe?“

Christopher Roth in: die tageszeitung (taz) vom 15. Februar 2002 

## Auszeichnungen
- 2002: Alfred-Bauer-Preis für neue Perspektiven der Filmkunst (Christopher Roth)
- 2002: Nominiert für den Goldenen Bären auf der 52. Berlinale (Christopher Roth)